# Reacción de Diels-Reese
La reacción de Diels-Reese es una reacción entre el hidrazobenceno y el acetilenodicarboxilato de dimetilo (o ésteres relacionados) reportados por primera vez en 1934 por Otto Diels y Johannes Reese. El trabajo posterior realizado por otros amplió el alcance de la reacción para incluir hidrazobencenos sustituidos. Se desconoce el mecanismo exacto. Al cambiar la naturaleza ácida o básica del disolvente, la reacción da diferentes productos. Con ácido acético como disolvente (ácido), la reacción da una difenilpirazololona. Con xileno como disolvente (neutro), la reacción da un indol. Con piridina como disolvente (básico), la reacción da una carbometoxiquinolina que puede degradarse a una dihidroquinolina.